# デュー・ドロップ・イン
デュー・ドロップ・イン (Dew Drop Inn)は、米国ルイジアナ州ニューオーリンズにかつて存在したライヴハウスである。レストラン、バー、ホテル、理髪店などが併設されていた。1940年代から1960年代の最盛期には、地元のみならず全米より著名なR&Bやブルース、ジャズのミュージシャンが訪れてライヴを行い、ニューオーリンズにおける黒人音楽の中心地的存在だった。
1972年に閉館しているが、改装を経て2024年に営業を再開している。

## 歴史

### 開店から拡張へ
1939年、ビジネスマンのフランク・ペイニアがニューオーリンズ市内の黒人が多く住む地域、セントラルシティに開店した理髪店がデュー・ドロップ・インの出発点である。そこから拡張を重ね、バーとホテルを併設する形となった。当時のニューオーリンズは人種隔離政策のため、ツアーで市を訪れた黒人ミュージシャンたちの宿泊できる宿が限られており、多くの有名ミュージシャンたちがこのホテルに宿泊した。1945年には通称「グルーヴ・ルーム」と呼ばれたダンスホールが完成し、エンターテインメントが繰り広げられるようになった。のだった。レイ・チャールズ、リトル・リチャードといった全米で名の知れたスターたちもここに出演するようになった。またトミー・リッジリー、ヒューイ・"ピアノ"・スミス、アール・キング、アラン・トゥーサンら多くの地元アーティストがデュー・ドロップ・インでそのキャリアをスタートさせている。
デュー・ドロップ・インでは、ダンサー、コメディアン、芸人なども出演、またハウス・バンドがバックを務める形で様々なアーティストがライヴ・パフォーマンスを展開した。1960年代にはゴーゴーの流行により、ゴーゴー・ダンサーたちが店を盛り上げた。

### 全盛期が過ぎて
しかしながら1960年代半ば以降、デュー・ドロップは徐々に勢いを失っていった。その理由のひとつは、1964年に人種隔離を定めた南部諸州のジム・クロウ法が廃止されたことがあった。黒人層は、かつて行くことができなかった店舗に自由に行けるようになり、デュー・ドロップは特別な存在ではなくなったのだった。加えて1965年頃からペイニアの健康状態が悪化し、入退院を繰り返すようになった。かつてデュー・ドロップの経営に全力を注いでいたペイニアにそれができなくなってしまった。1960年代末にはダンスホールを閉鎖し、より収益が見込めるホテル事業に集中するようになった。しかしながら、ペイニアが癌のため死去した1972年頃閉店した。

### 閉店その後
店の建物はその後使用されず、修繕もされないまま放置された。2005年のハリケーン・カトリーナで大きな損傷を受けたものの、倒壊は免れた。
2010年、ルイジアナ歴史的建造物協会が店の建物をニューオーリンズの危機にさらされた史跡に認定し、ペイニアの遺族らがその再生に向けた動きを開始させた。
2021年、デベロッパのカーティス・ドゥーセ・ジュニアによってブティック・ホテル、コンサート会場、プールなどの施設に再生する案が発表された。2022年7月、工事の着工式が行われ再生に向けての工事が始まった。
2024年3月1日、改装を終え、最初のコンサートが開催された。出演したのは1960年代以前にここに出演した経験のあったアーマ・トーマスとディーコン・ジョンであった。